# Kūsō no Sora Tobu Kikaitachi
Kūsō no Sora Tobu Kikaitachi (空想の空飛ぶ機械達) é um curta-metragem animado japonês de 2002, produzido pelo Studio Ghibli com exclusividade para o Museu Ghibli, apresentando o diretor Hayao Miyazaki como o narrador, na forma de um porco humanóide.
O filme ficou disponível no catálogo da companhia aérea Japan Airlines, durante o ano de 2007.

## Sinopse
Hayao Miyazaki narra a história de um voo e de máquinas imaginárias de um porco humanóide.